# Pedro Muñoz Seca
Pedro Muñoz Seca, Porto de Santa Maria, Espanha, 20 de Fevereiro de 1879 - Paracuellos de Jarama, 28 de Novembro de 1936, escritor e dramaturgo Espanhol, pertencente à geração de 1914 ou Novecentismo. Morreu fuzilado, no início da Guerra Civil de Espanha, nos Massacres de Paracuellos.

## Biografía
Estudou no Colégio Jesuita de São Luis Gonzaga no Porto de Santa Maria, onde foi companheiro de Juan Jamón Jiménez. Estudou Filosofia, Letras e Direito na Universidade de Sevilha. Em Sevilha conheceu o mundo do teatro, tendo estreado nesta cidade, em 1901, uma comédia de um acto, Las guerreras.

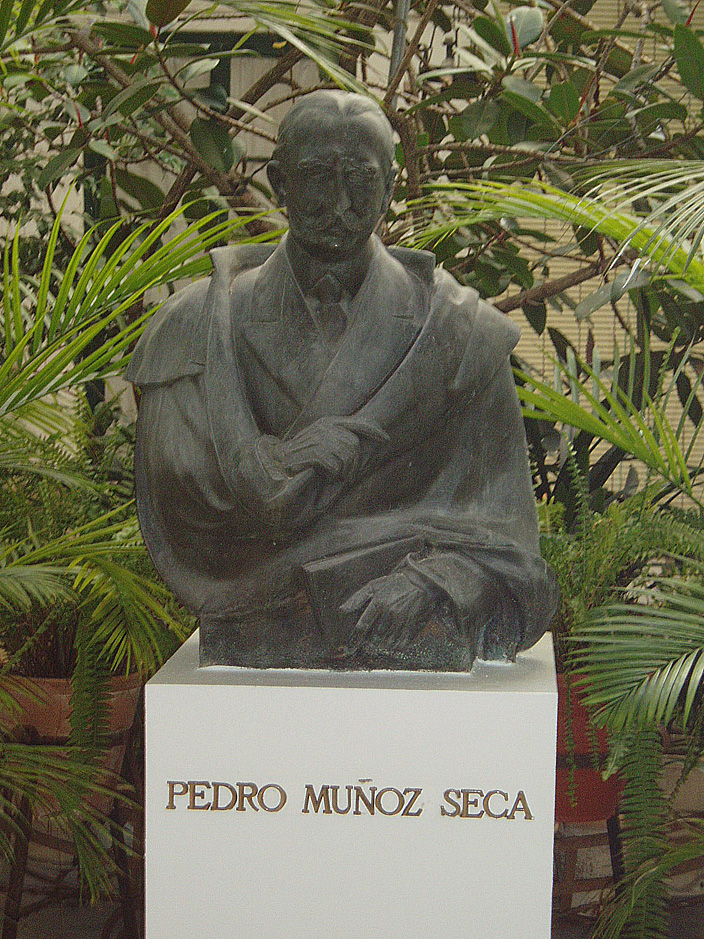
Busto de Pedro Muñoz Seca.

Em 1904 mudou-se para Madrid onde continuou a sua actividade literária e se casou com María de la Asunción de Ariza y Díez de Bulnes, de nacionalidade Cubana.
Entre 1910 e 1920 a sua carreira de autor de teatro consolidou-se como creador de um novo género teatral denominado astracán, caracterizado por uma busca da comicidade a todo o custo. A sua obra mais célebre dentro deste género foi A Vingança de D. Mendo que se estreou no Teatro de la Comedia em 1918.
Nos anos 1920 as suas obras estavam sempre em cena, com excepção de Semana Santa, e asseguravam aos empresários de teatro salas cheias.
A partir de 1931 centra as suas sátiras na crítica à Segunda República Espanhola.
No início da Guerra Civil Espanhola encontrava-se em Barcelona com a sua mulher para a estreia de La tonta del rizo, onde foi detido por milícias Anarcossindicalistas. Acusado de ter ideias monárquicas e católicas, foi transferido para Madrid e encarcerado na prisão de San Antón. Foi fuzilado a 28 de Novembro de 1936 nos Massacres de Paracuellos.

## Obra
Obras completas.«Escenificaciones de obras de Pedro Muñoz Seca» (em espanhol). Consultado em 9 de Janeiro de 2020. Cópia arquivada em 27 de Janeiro de 2016

## Filmografía
- La caraba (1948) filme Argentino dirigido por Julio Sarraceni sobre a obra homónima.
- Los cuatro robinsones (1939) dirigido por Eduardo García Maroto sobre a obra homónima.

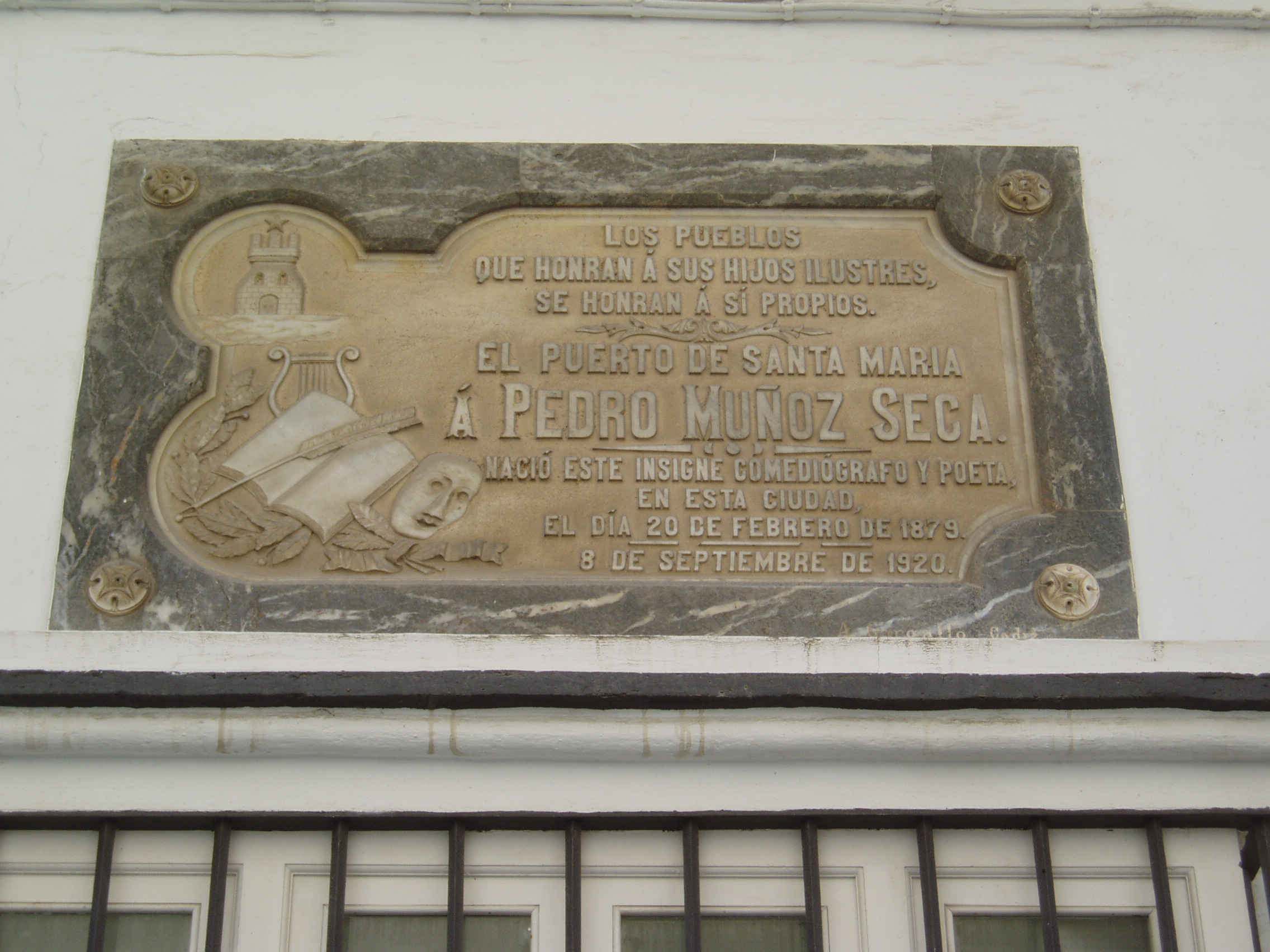
Placa conmemorativa en El Puerto de Santa María.

## Homenagens
- Teatro Municipal Pedro Muñoz Seca (Porto de Santa Maria)
- Teatro Muñoz Seca (Madrid)
- C.E.I.P Pedro Muñoz Seca (Algete)

## Bibliografía
- Muñoz Seca, Pedro; Ussía, Alfonso; del Olmo Iturriarte, Almudena. «Cronología de Pedro Muñoz Seca». La venganza de Don Mendo 12ª ed. [S.l.: s.n.] ISBN 84-670-0469-X
- Alba Peinado, Carlos (2009). La censura del teatro republicano de Pedro Muñoz Seca (em espanhol). [S.l.]: Ateneo de Madrid. ISBN 978-84-936415-4-2